# 123 (nombre)
Cet article concerne le nombre 123. Pour l'année, voir 123.
123 (cent vingt-trois) est l'entier naturel qui suit 122 et qui précède 124.

## En mathématiques
Cent vingt-trois est :
- un nombre de Lucas ;
- un nombre consécutif de Smarandache ;
- le premier nombre 42-gonal non trivial.

## Dans d'autres domaines
Cent-vingt-trois est aussi :
- années historiques : -123, 123 ;
- le numéro du colorant alimentaire naturel E123 (rouge) appelé amarante ;
- Ligne 123 (chemin de fer slovaque).